# Độ từ thiên

Ví dụ về độ từ thiên có giá trị dương khi kim nam châm lệch về phía đông so với bắc địa lý.

Độ từ thiên hay độ lệch từ là góc tạo thành (δ) giữa hướng bắc thực (bắc địa lý) và hướng bắc từ (là hướng chỉ phương bắc của kim la bàn) hay góc tạo thành giữa kinh tuyến địa lý (phương bắc nam) và kinh tuyến từ tại điểm đã cho trên mặt đất. Giá trị này sẽ dương khi bắc từ nằm về phía đông của bắc thực và ngược lại.
Ví dụ, ở Việt Nam, độ từ thiên biến đổi từ –1⁰ ở Cao Bằng đến 0⁰ ở Đà Nẵng và đạt +1⁰ tại Cà Mau.